# Radio Budapest
Radio Budapest è stata, dal 1934 al 30 giugno 2007, il servizio per l'estero della radio ungherese.
Lo scopo dei programmi era quello di dare un'immagine obiettiva dell'Ungheria, degli avvenimenti di politica interna ed estera, di cultura, di economia, di scienza e di sport e, naturalmente, dei rapporti bilaterali tra l'Ungheria e i Paesi nelle cui lingue sono effettuate le trasmissioni, in tutti i settori.
La programmazione si proponeva, inoltre, di fornire indicazioni utili a quanti volessero visitare il Paese.
Le trasmissioni rivolgevano particolare attenzione ai rapporti con l'Unione europea.
Nel periodo immediatamente precedente alla chiusura, le redazioni in lingue straniere lavoravano in sei lingue: francese, inglese, italiano, russo, spagnolo, tedesco.
Dopo la chiusura di Radio Budapest è nata Duna World Radio, i cui programmi, solamente in lingua ungherese si rivolgono soprattutto ai cittadini all'estero e alle numerose comunità ungheresi dell'area dei Carpazi.

## Programma in lingua italiana
Fino al 28 febbraio 2007 la Radio Pubblica Ungherese ha trasmesso un programma in lingua italiana che andava in onda tutti i giorni in Italia su onde corte, via internet e via satellite.
Il programma durava 28 minuti. Le rubriche erano le seguenti: notiziario e rassegna stampa sugli avvenimenti ungheresi, cucina ungherese, corrispondenza con gli ascoltatori italiani. Orari e frequenze delle trasmissioni: 18.30 su 3975 kHz e 6025 kHz. Replica delle 22.30 su 6025 kHz.

## Comunità Radiotelevisiva Italofona
L'atteggiamento del governo italiano nei confronti delle trasmissioni estere in lingua italiana ha avuto una netta inversione di tendenza. Da una posizione iniziale di diffidenza si è passati ad una valorizzazione non solo delle trasmissioni per gli italiani all'estero,  ma anche di attenzione a quelle, come quella di Radio Budapest che è essenzialmente un messaggio della cultura e della civiltà ungherese agli italofoni.
Il sito del Governo Italiano ha, pertanto, accolto Radio Budapest nella pagina dedicata alla Comunità Radiotelevisiva Italofona facilitando pertanto chi vuole utilizzare internet, anziché le Onde Corte per sentire le trasmissioni estere in lingua italiana.
Anche il mondo universitario si è mosso a favore delle Radio pubbliche che trasmettono programmi in lingua Italiana. L'Università di Pisa ha organizzato un convegno in cui l'apporto della Radio ungherese è stato importante.

## La Radio e le relazioni culturali Italia-Ungheria
La Radio Pubblica Ungherese in lingua italiana ha sempre avuto un grande ruolo di tramite culturale e di focalizzatore delle iniziative culturali che per tradizione sono più di una conoscenza della cultura italiana in Ungheria che in senso inverso.
Tra le iniziative più apprezzate vi è una trasmissione dedicata a Pier Paolo Pasolini, svolta in collaborazione con l'Istituto Italiano di Cultura di Budapest.
Il 20 novembre 2006 La Radio Ungherese, sempre in collaborazione con l'istituto Italiano di Cultura ha organizzato un concerto in occasione dei 50 anni della Rivoluzione ungherese (1956).